# Wuzhishan
Wuzhishan è una città della provincia cinese di Hainan di 110.100 abitanti. È una città-contea amministrata direttamente dalla provincia.